# Erwin Schrödinger
Erwin Rudolf Josef Alexander Schrödinger (født 12. august 1887, død 4. januar 1961) var en østrigsk fysiker, der blev berømt for sine bidrag til kvantemekanikken, særligt Schrödingers ligning, som han fik Nobelprisen for i 1933. Han er populært kendt for Schrödingers kat, som er et absurditetsargument mod kvantemekanikken.
Schrödinger led af tuberkulose og havde i 1920'erne flere gange opholdt sig på et sanatorium i Arosa, Schweiz. Det var her han fandt på sin ligning.

## Trivia
Et stort nedslagskrater på Månens bagside er opkaldt efter Schrödinger. Den blev benyttet i den finsk-tysk-australsk science fiction-komediefilm fra 2012, Iron Sky.